# Anna Heidtmann-Bacharach
Anna Heidtmann-Bacharach (* 26. Juni 1872 in Kassel; † 27. Oktober 1942 im KZ Theresienstadt) war eine deutsche Malerin der Verschollenen Generation. Es sind nur wenige Werke von ihr erhalten.

## Leben und Wirken

### Herkunft und Ausbildung
Anna Bacharach stammt aus einer jüdischen Familie. Sie wurde als drittes Kind von David Bacharach und Henriette Lieberg geboren und hatte fünf Schwestern. Ihre Eltern lebten in der Kölnischen Straße 25 in Kassel, wo Anna aufwuchs und die Schule besuchte. Es folgten Studien an der Kunstakademie Kassel bei Louis Kolitz und Georg Burmester. Weitere Lehrer waren die Porträt- und Landschaftsmaler Siegmund Gerechter und Walter Schliephacke.

### Ehen und Wohnsitze
Am 12. April 1901 heiratete Bacharach den Kaufmann Sali Mosbach (geb. 23. Mai 1875 in Altena), die Ehe wurde am 14. April 1904 geschieden. In zweiter Ehe war sie seit dem 6. August 1913 mit dem Oberpostassistenten Ludwig Heidtmann (geb. 17. September 1873 in Deutsch-Avricourt) verheiratet. Ihr Mann war evangelischer Christ. Im September 1914 war ihre Wohnadresse mit Siebertweg 6 gemeldet, Anfang Oktober 1914 wieder am Wohnsitz ihrer Eltern in der Kölnischen Straße 25. Im Oktober 1918 zog sie in die Frankfurter Straße 32, im Februar 1922 in die Querallee 21 und im Januar 1925 in die Weißenburgstraße 9a.
Die Ehe mit Ludwig Heidtmann wurde am  3. November 1933 geschieden, von dem sie vermutlich schon längere Zeit vor der Scheidung getrennt war. Wahrscheinlich erfolgte die Scheidung deshalb, weil nach der Machtübernahme der Nationalsozialisten die Ehe mit einer Jüdin für einen Beamten problematisch war. Beide Ehen blieben kinderlos.
Im Februar 1935 hatte sie ihre Wohnung in der Karthäuserstraße 15. Anna Heidtmann-Bacharach zog am 23. März 1938 nach Berlin. Im Berliner Adressbuch war sie nur in der Ausgabe des Jahres 1941 verzeichnet mit dem Eintrag als „Heidtmann, A. Sara, Kunstmalerin“ in der Potsdamerstraße 29 in Zehlendorf.

### Deportation und Ermordung

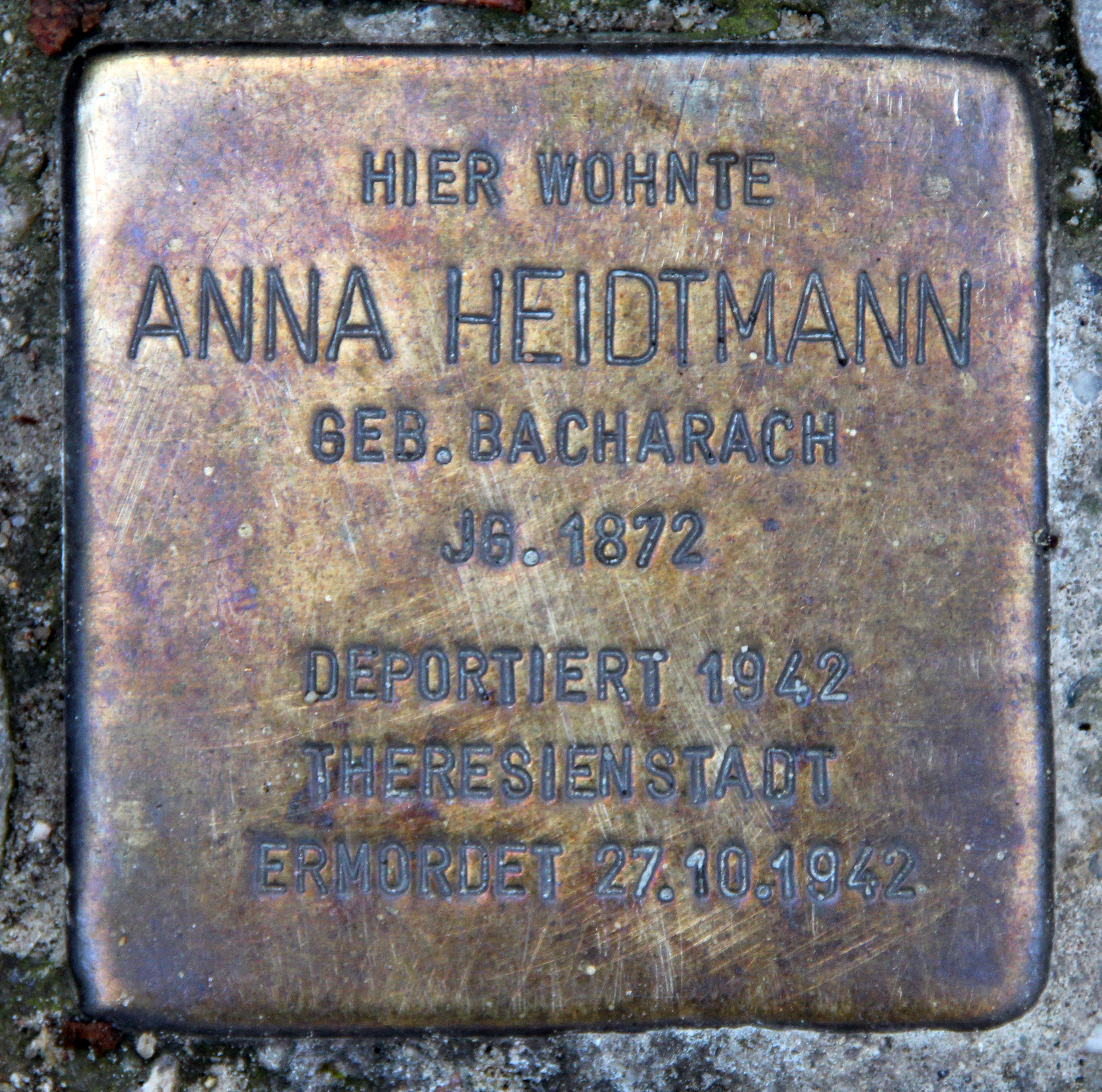
Stolperstein für Anna Heidtmann in Berlin-Zehlendorf

Anna Heidtmann-Bacharach wurde 1942 ins KZ Theresienstadt deportiert. Am 11. September begann der Transport mit der Nr. I/64 vom Sammellager Große Hamburger Straße 26 zum Anhalter Bahnhof, wo ein Waggon an einen fahrplanmäßigen Personenzug angehängt wurde, der über Dresden nach Bauschowitz fuhr (heute Tschechien). Vom Bahnhof Bauschowitz führten die letzten drei Kilometer zu Fuß in das KZ Theresienstadt.
Dort wurde Anna Heidtmann eineinhalb Monate später ermordet. Sie war zu diesem Zeitpunkt 70 Jahre alt. Als „Todesursache“ wurde, wie sooft, Altersschwäche angegeben.

### Stolperstein
Zum Gedenken an Anna Heidtmann-Bacharach wurde im Jahr 2006 von der Initiative Stolpersteine Berlin vor ihrem letzten Wohnort in der Potsdamer Straße 29 in Zehlendorf einer der ersten Stolpersteine in Berlin verlegt.

## Werke (Auswahl)
- um 1930: Erker mit Ausblick, Öl auf Leinwand, 70 × 50 cm, Privatbesitz

## Ausstellungen
- 1927: Kasseler Kunstverein, „Hessische Kunst der Gegenwart – Gemälde und Skulpturen“, Jubiläums Kunstausstellung Kassel 1927 – 150 Jahre Kasseler Kunstakademie, Juni bis September[6]
- 1929: Kasseler Kunstverein, „Neue Kunst in der Orangerie“, Vierte Große Kunstausstellung Kassel 1929, Juni bis September[6]